# Тарасов, Евгений Петрович
Евгений Петрович Тарасов (24 марта 1924, Кулешово, Калужская губерния — 24 марта 1945, Венгрия) — участник Великой Отечественной войны, командир взвода 23-го гвардейского танкового полка (4-я гвардейская механизированная бригада, 2-й гвардейский механизированный корпус, 46-я армия, 2-й Украинский фронт), гвардии лейтенант. Герой Советского Союза.

## Биография
Родился 24 марта 1924 года село Кулешово (ныне — в Суворовском районе, Тульская область) в семье крестьянина, переехавшей в 1925 году в село Липицы Серпуховского района Московской области. Русский.
Здесь окончил неполную среднюю школу. Затем учился в Московском архитектурно-строительном техникуме.
Призван в Красную Армию Серпуховским РВК с 4-го курса техникума. В Красной Армии — с сентября 1942 года. Окончил Пушкинское танковое училище в 1943 году.
В действующей армии — с ноября 1943 года. Участвовал в освобождении Правобережной Украины, в Ясско-Кишинёвской наступательной операции, в боях в Румынии и Венгрии.
Особо отличился на территории Венгрии. 5 ноября 1944 года в ожесточенном бою на подступах к Будапешту был тяжело ранен — в голову и руки. Выйдя в январе 1945 года из госпиталя, снова встал в боевой строй танкистов. Командир взвода 23-го гвардейского танкового полка гвардии лейтенант Евгений Тарасов в боях в районе города Тата (Венгрия) 18-24 марта 1945 года с экипажем уничтожил 3 танка, 5 орудий, около сотни гитлеровцев. 24 марта 1945 года его взвод вступил в сражение с большой колонной немцев, уничтожил несколько танков и орудий и около сотни гитлеровцев. Атака фашистов была отбита с большими для врага потерями в живой силе и технике. Но вражеский снаряд попал в танк Тарасова, и он скончался на руках товарищей. Похоронили его в братской могиле в центре города Тата (Венгрия).

## Награды
- Звание Героя Советского Союза присвоено 15 мая 1946 года посмертно.
- Награждён орденами Ленина, Красного Знамени, Красной Звезды и медалями.

## Память
- На родине Героя его именем 28 апреля 1965 года назвали Липицкую восьмилетнюю школу[1]. Спустя несколько лет на стене её здания (школа стала уже средней) появилась мемориальная доска со словами: «В этой школе в 1937—1939 гг. учился Герой Советского Союза Тарасов Евгений Петрович. Погиб в боях за Родину в марте 1945 года».
- В селе установлен также памятник Герою, а в школе организован военно-краеведческий музей.